# Pedostrangalia ariadne
Pedostrangalia ariadne là một loài bọ cánh cứng trong họ Cerambycidae.